# Embolia
L'embolia (o embolismo) è l'ostruzione di un'arteria o di una vena, causata da un corpo estraneo al normale flusso sanguigno, che viene denominato embolo e che può essere un coagulo di sangue, una bolla d'aria o di altri gas, generalmente azoto, o altre formazioni di dimensioni tali da ostruire un vaso arterioso o venoso.
Nei casi più gravi in cui essa interessi un'arteria, l'embolia può provocare la morte del soggetto colpito per ischemia cerebrale, polmonare o cardiaca.
Per l'embolia da coaguli ematici, che è il tipo più frequente di embolia, vedi trombosi.

## Classificazione

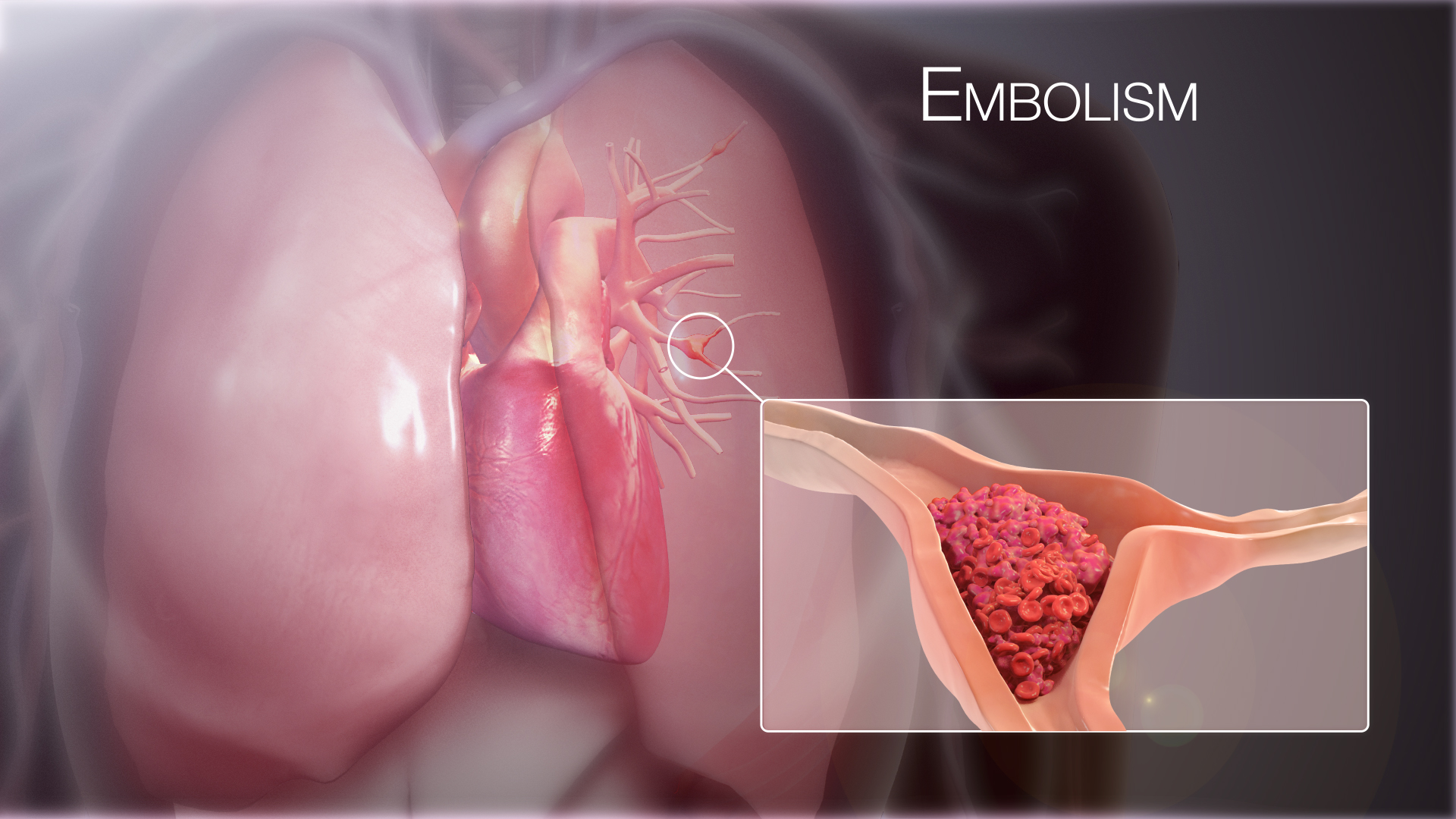
Embolia

L'embolia viene classificata sia in base all'apparato colpito che al tipo di corpo estraneo coinvolto.
A seconda del fattore coinvolto si parla di:
- embolia gassosa, quando l'embolo sia causato da una bolla di gas (ad esempio: azoto). A tale tipo di embolia è particolarmente esposto chi pratichi immersioni subacquee; infatti, nel caso in cui non vengano rispettati i tempi di decompressione, l'improvvisa variazione di pressione può portare alla formazione di bolle d'azoto nel circolo sanguigno. Analogamente, la stessa cosa può succedere nel caso di volo ad alta quota in una cabina non pressurizzata[1]. In generale comunque, eccezion fatta per i casi succitati, l'embolia gassosa è un evento molto raro.
- embolia lipidica (chiamata anche liquida, adiposa o grassosa o sindrome lipido-embolica), quando l'embolo è costituito da un ammasso di grasso. I lipidi infatti essendo idrofobici e quindi insolubuli nel sangue idrofilo si dispongono a formare una micella che può provocare l'ostruzione del vaso. Tale embolia si verifica specialmente come effetto collaterale anche tardivo nel caso di eventi traumatici alle ossa del bacino e agli arti inferiori.
- embolia da liquido amniotico, nelle donne durante la gravidanza può accadere che del liquido amniotico venga spinto nel circolo sanguigno materno.
- embolia da colesterolo, causata da placche aterosclerotiche all'interno di un vaso sanguigno.
- embolia settica da grumi di germi solitamente frammisti a materiale di derivazione ematica o tissutale.
- embolia tumorale.
- tromboembolo (vedi trombosi) quando un trombo si stacca dalla parete del vaso che lo contiene e migra in altra regione del circolo potendo ostruire altri vasi in distretti più importanti. Le più frequenti embolie venose sono le embolie polmonari, quelle arteriose sono caratteristiche dell'ictus cerebrale.

In generale la causa più frequente di embolia sono coaguli ematici, quali quelli che si formano sulla parete cardiaca che ha subito un infarto miocardico.
A seconda dell'apparato colpito:
- embolia cerebrale, un embolo in un'arteria che irrora il cervello è una delle cause più frequenti di ictus.
- embolia polmonare, molto spesso una trombosi venosa profonda origina un trombo, una parte del quale si stacca e viene trasportata dal flusso sanguigno fino ad ostruire un'arteria polmonare, provocandovi l'embolia.

## Sintomatologia
L'embolia può risolversi autonomamente, determinare ischemia e, nei casi più gravi, infarto del tessuto irrorato dai vasi ostruiti dall'embolo.
I sintomi connessi all'embolia dipendono molto dal grado di ostruzione provocato dall'embolo e dalla velocità con cui esso entra in circolo. Per l'embolia polmonare il soggetto potrebbe presentare dolori al torace, affanno e svenimenti. Un'embolia polmonare derivante da trombosi agli arti inferiori per esempio, non necessariamente si manifesta negli arti visibilmente e percettivamente e può portare ad un lento affiorare di dispnea sempre più gravosa nell'eseguire lo stesso sforzo fisico come ad esempio salire le scale, in misura della quantità di emboli che col tempo si accumulano nei polmoni. L'embolia cerebrale provoca invece effetti diversi a seconda della parte del cervello che non viene irrorata dal sangue.

## Terapia
La terapia consiste nel rimuovere l'embolo dove possibile, con un'operazione chirurgica (embolectomia) oppure attraverso farmaci che sciolgano i coaguli di sangue ed evitino il loro formarsi (trombolisi). Nel caso di embolie gassose si attua la terapia iperbarica presso un centro iperbarico, normalmente gestito dalle ASL ma è anche possibile, a volte per i casi di emergenza in assenza di centri vicini, l'utilizzo di un centro militare normalmente gestito dalla Marina Militare Italiana.